# Кипарисная (яхта)
«Кипарисная» — парусная яхта Азовского флота России, впоследствии приведённая по внутренним водным путям в Санкт-Петербург.

## История службы
Место и дата постройки кипарисной яхты не установлены.
В мае 1699 года принимала участие в походе флота под командованием Петра I из Воронежа в Азов, а в июне—августе того же года в Керченском походе.
В кампанию 1705 года по внутренним водным путям была переведена из Воронежа в Москву, после чего в Ладожское озеро. В том же году под командованием бомбардира Е. А. Скворцова перешла из Ладожского озера в Санкт-Петербург, где была поставлена напротив дворца Петра I. Рангоут и такелаж для яхты в кампанию этого года были изготовлены кораблестроителем Иваном Яковлевым по заказу вице-адмирала Корнелиуса Крюйса.

## Командиры судна
Командирами яхты «Кипарисная» в составе Российского флота в разное время служили:
- бомбардир Е. А. Скворцов (1705 год)[2].

### Комментарии
1. ↑  В ряде источников также встречается как кипарисная яхта или государева кипарисная яхта[1][2].